# Evandro Araújo
Evandro José da Cruz Araújo (Altônia, 18 de dezembro de 1973) é um professor e político brasileiro filiado ao Partido Social Democrático (PSD), atualmente deputado estadual do Paraná.
Eleito pela primeira vez em 2004, assumiu o mandato de vereador na cidade de Marialva, Região Metropolitana de Maringá, para a legislatura 2005/2008. No pleito seguinte, foi eleito vice-prefeito. Nas eleições de 2014, registrou candidatura para o cargo de deputado estadual, ficando com a primeira suplência da coligação Paraná Mais Forte (PSC/PR/PTdoB), com pouco mais de 23 mil votos. 
Assumiu o mandato logo no início da legislatura, após a nomeação do deputado Ratinho Júnior, para a Secretaria de Desenvolvimento Urbano do governo Richa. Acabou efetivado após a eleição do então deputado Leonaldo Paranhos (PSC) à Prefeitura de Cascavel. 
Em 2024, foi um dos 13 parlamentares que votaram contra o projeto do governador Ratinho Júnior que privatiza a gestão das escolas públicas do Paraná.